# Per Bausager
Per Bausager (* 6. September 1956 in Roskilde) ist ein ehemaliger dänischer Radrennfahrer.

## Sportliche Laufbahn
Bausager war im Straßenradsport aktiv. Er begann 1968 im Verein „Roskilde Cykel Ring“ mit dem Radsport. Unter seinem Trainer John Struve gewann er bei den Junioren zwei dänische Meisterschaften, eine nordische Meisterschaft und eine Silbermedaille bei den Europameisterschaften im Mannschaftszeitfahren. 1974 gewann er die Dusika-Jugendtour und wurde Zweiter im Stjerneløbet.  
Von 1977 bis 1984 war er Berufsfahrer, überwiegend in italienischen Radsportteams. Dort war er Domestik für Gianbattista Baronchelli und Giovanni Battaglin. Er blieb ohne Erfolge als Radprofi. Sein bestes Resultat in einem Eintagesrennen war der 5. Platz im Rennen Tre Valli Varesine 1980. Bei den Straßenradsport-Weltmeisterschaften der Profis 1977, 1978, 1980, 1983 und 1984 kam er jeweils nicht ins Ziel. 1979 kam er auf den 35. Rang, 1981 wurde er 43., 1982 39.
Auf der Bahn wurde er beim Sieg von Gert Frank 1977 Dritter der nationalen Meisterschaft in der Einerverfolgung. Er bestritt mehr als 30 Sechstagerennen, ohne eine Podiumsplatzierung zu erreichen.
Bausager bestritt alle Grand Tours. 
| Grand Tour            | 1979 | 1980 | 1981 | 1982 |
| --------------------- | ---- | ---- | ---- | ---- |
| Vuelta a EspañaVuelta | –    | –    | 36   | –    |
| Giro d’ItaliaGiro     | 34   | –    | 44   | 58   |
| Tour de FranceTour    | DNF  | –    | –    | –    |

## Berufliches
Nach seiner aktiven Karriere eröffnete er ein Fahrradgeschäft und war als Trainer in seinem alten Verein tätig. 1989 wurde er Vorsitzender des dänischen Profi-Radsportverbandes.

## Familiäres
Sein jüngerer Bruder Jacob Bausager war ebenfalls Radrennfahrer.